# Indianstillfrö
Indianstillfrö (Descurainia pinnata) är en korsblommig växtart som först beskrevs av Thomas Walter, och fick sitt nu gällande namn av Nathaniel Lord Britton. Enligt Catalogue of Life ingår Indianstillfrö i släktet stillfrön och familjen korsblommiga växter, men enligt Dyntaxa är tillhörigheten istället släktet stillfrön och familjen korsblommiga växter. Arten förekommer tillfälligt i Sverige, men reproducerar sig inte.

## Underarter
Arten delas in i följande underarter:
- D. p. brachycarpa
- D. p. glabra
- D. p. ochroleuca
- D. p. pinnata

## Bildgalleri

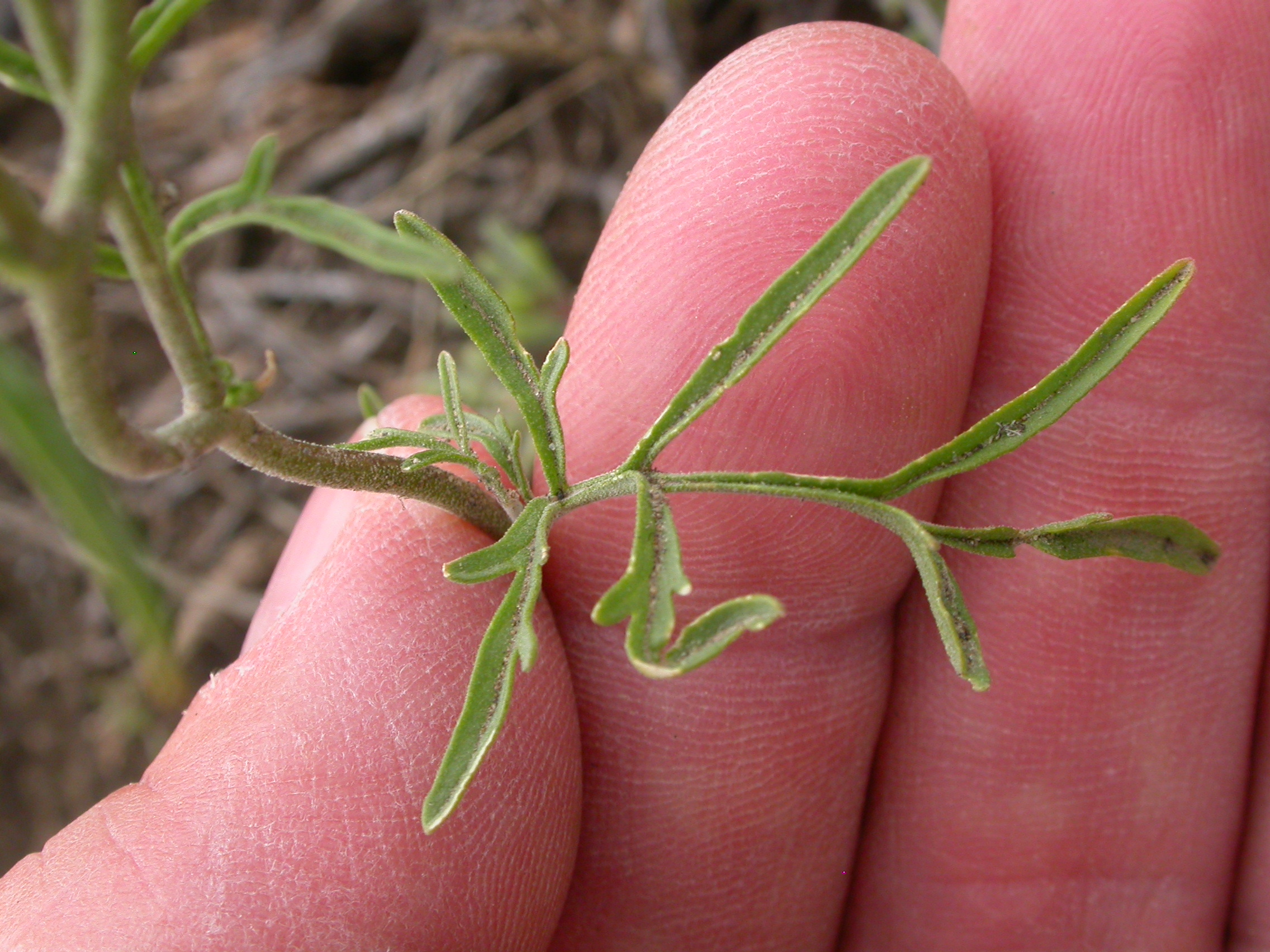
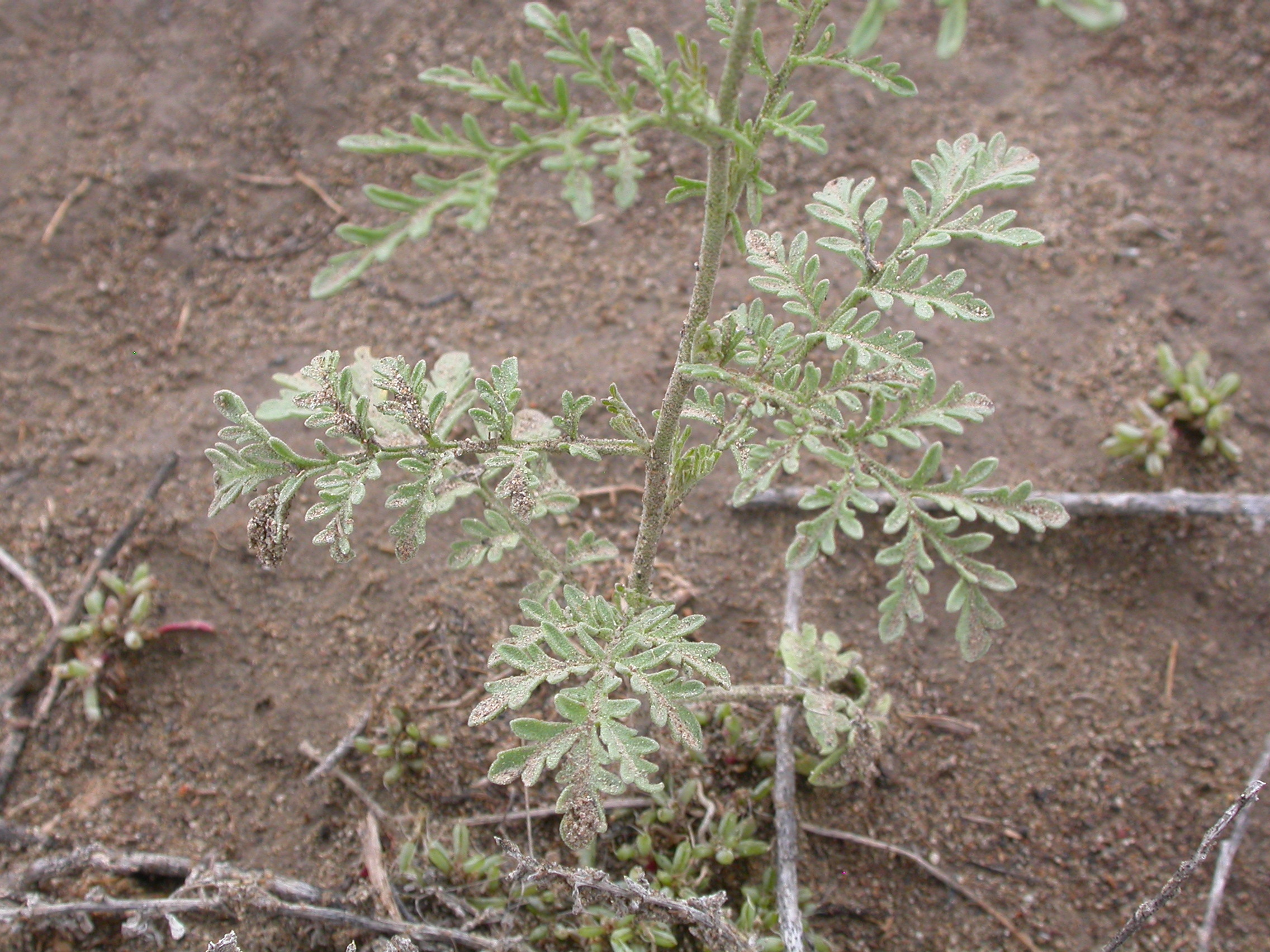
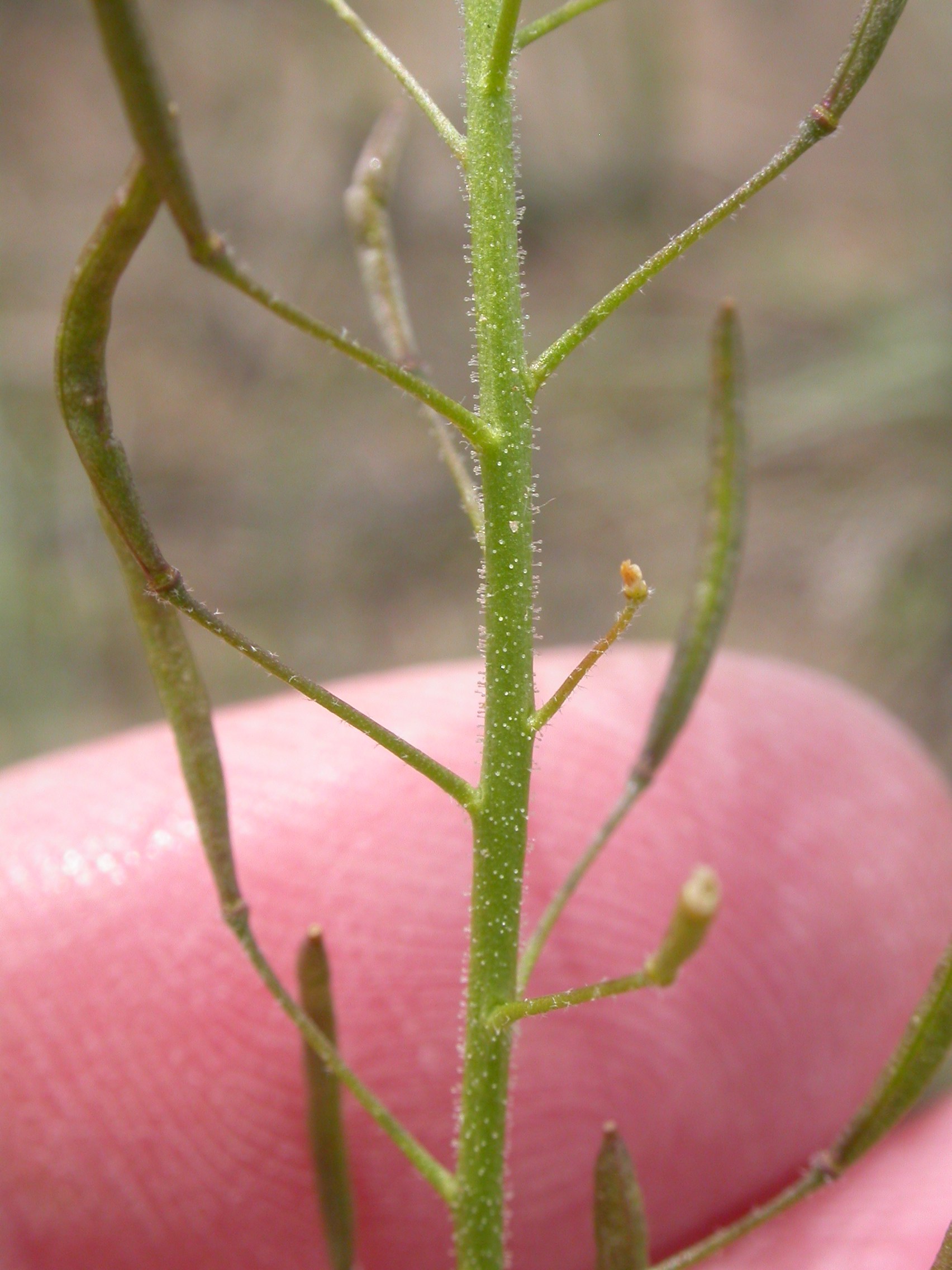
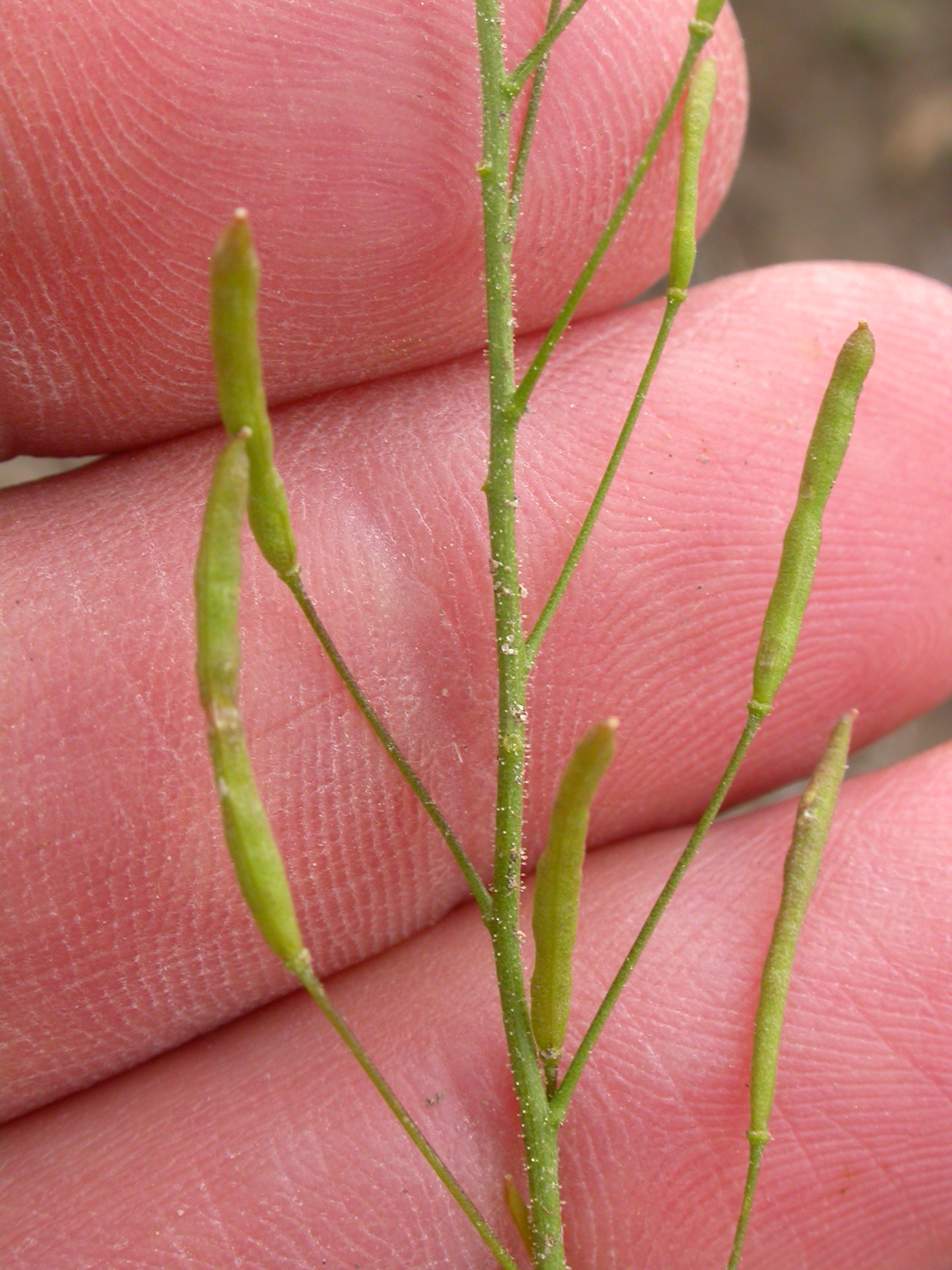
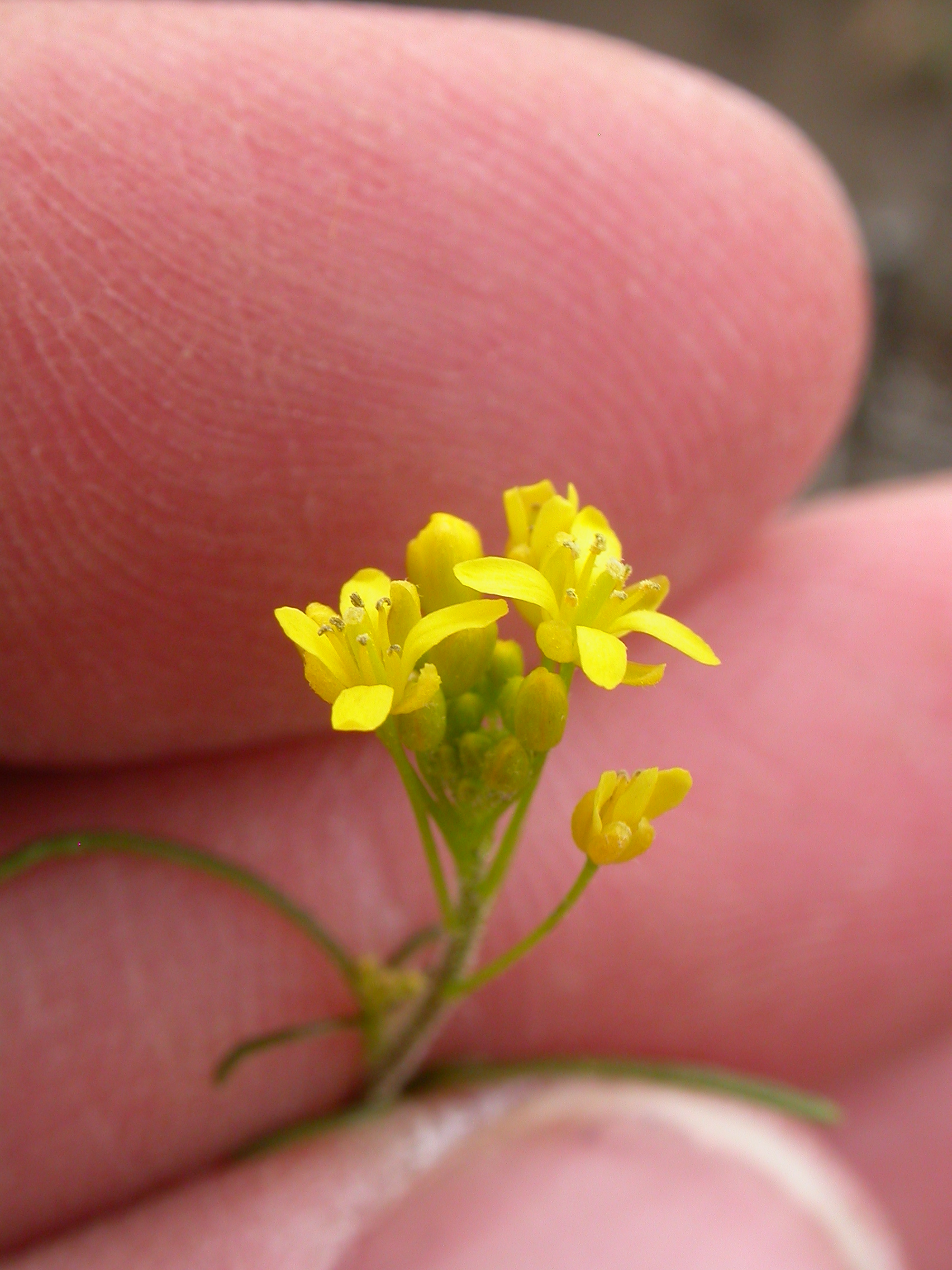
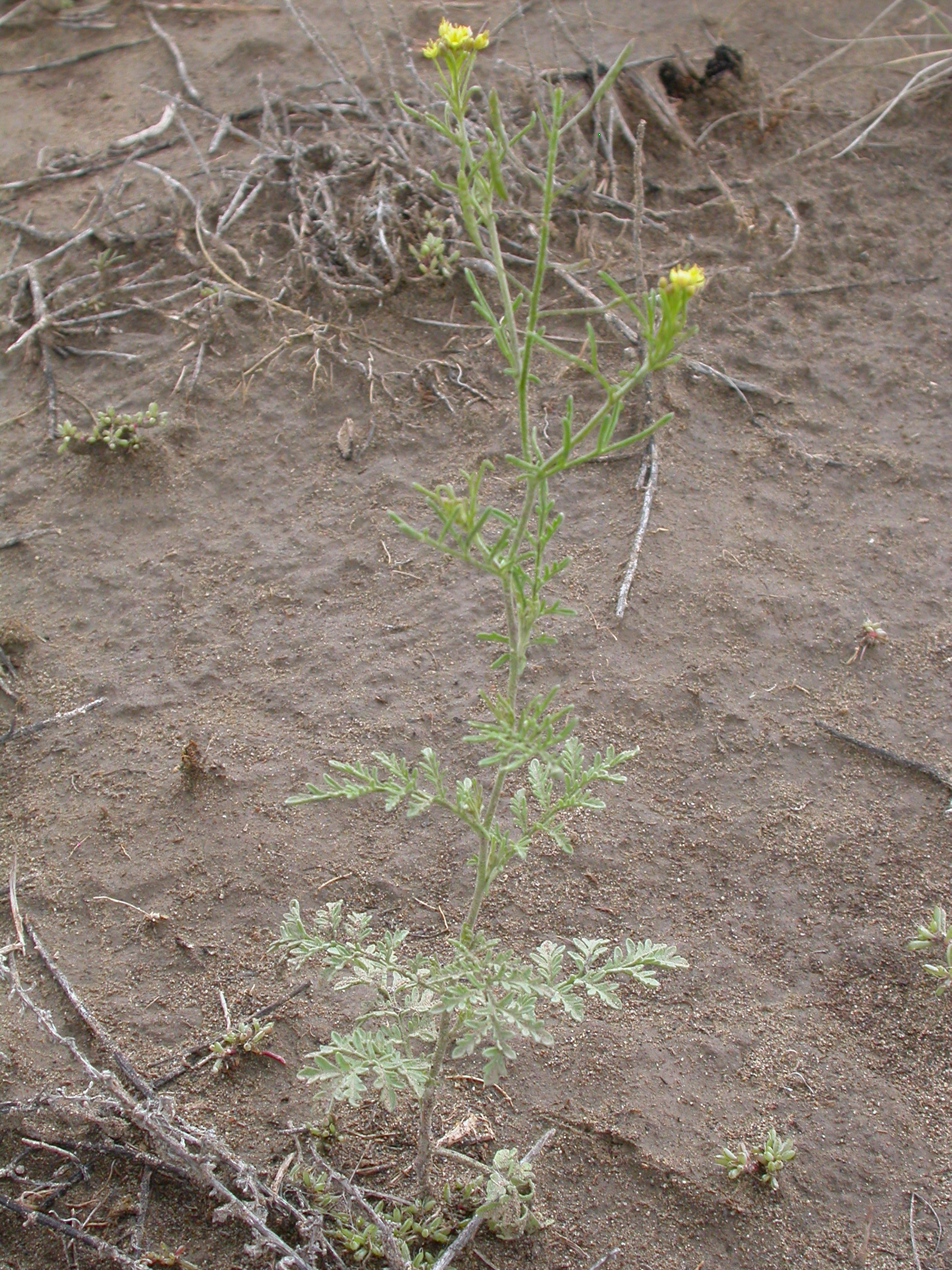